# Les Jepsen
Leslie Burnell Jepsen (ur. 24 czerwca 1967 w Bowbells) – amerykański koszykarz, występujący na pozycji środkowego.

## Osiągnięcia
Na podstawie, o ile nie zaznaczono inaczej.
NCAA
- Uczestnik rozgrywek:
  - Elite 8 turnieju NCAA (1987)
  - Sweet 16 turnieju NCAA (1987, 1988)
  - II rundy turnieju NCAA (1987–1989)